# Trnovo, Martin
Trnovo este o comună slovacă, aflată în districtul Martin din regiunea Žilina. Localitatea se află la altitudinea de 460 m deasupra n.m., se întinde pe o suprafață de 7,44 km2 și în 2017 număra 279 de locuitori. Se învecinează cu comuna Trebostovo.

## Istoric
Localitatea Trnovo este atestată documentar din 1256.

## Demografie
| An:                | 1994 | 2004    | 2014    | 2024   |
| ------------------ | ---- | ------- | ------- | ------ |
| Număr de persoane: | 197  | 217     | 261     | 269    |
| Diferență:         |      | +10,15% | +20,27% | +3,06% |

| An:                | 2023 | 2024   |
| ------------------ | ---- | ------ |
| Număr de persoane: | 270  | 269    |
| Diferență:         |      | −0,37% |